# Concours Eurovision de la chanson junior 2008
Rotterdam 2007 Kiev 2009
Le  Concours Eurovision de la chanson junior 2008 est la sixième édition du Concours Eurovision de la chanson junior.  Elle a eu lieu  à Limassol à Chypre. 

La Géorgie représentée par le groupe Bzikebi et leur chanson Bzzz remporte cette édition avec 154 points devant l'Ukraine et la Lituanie.  

## Débuts
Aucun nouveau pays cette année.

## Retraits
- Portugal
- Suède

## Pays non participants
- Bosnie-Herzégovine
- Israël
- Azerbaïdjan

## Résultats

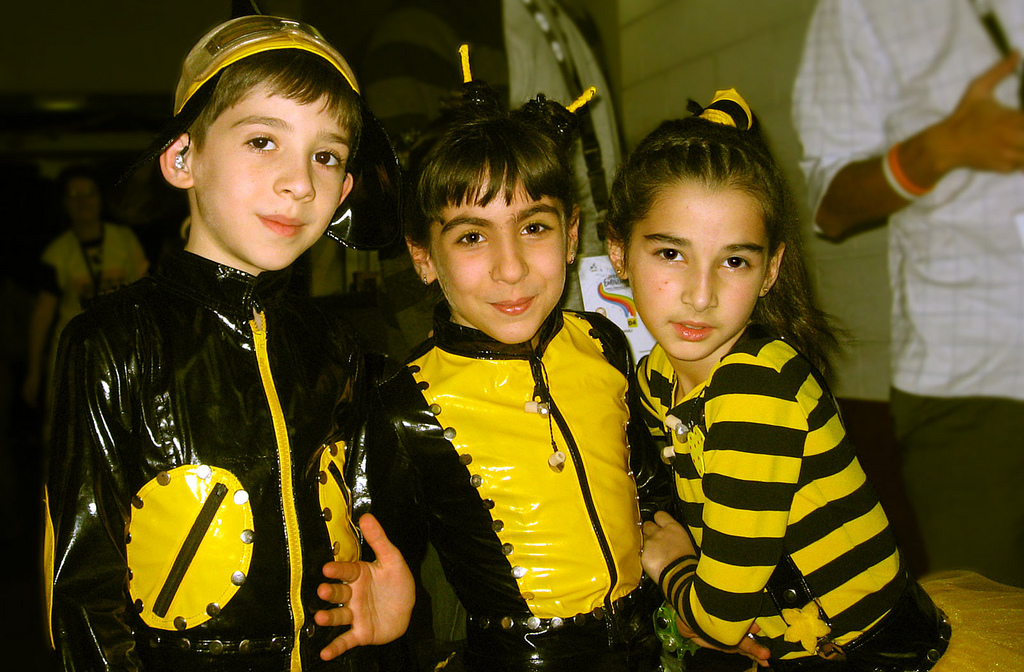
Le groupe Bzikebi, gagnant du concours.

C'est la Géorgie, avec 154 points, qui gagne ce concours eurovision de la chanson junior avec le groupe Bzikebi et leur chanson Bzzz.
Cette année, il y avait un jury en plus du télévote, ce qui a permis d'atténuer le vote de complaisance entre pays voisins. Par exemple cette année la Grèce n'a donné que 7 points à Chypre, au lieu des 12 habituels (à l'exception du concours junior 2007, Chypre avait donné 2 points à la Grèce, sans jury, les effets de copinage pour le concours junior sont donc à relativiser).
| Rang | Pays          | Artiste                                        | Chanson                                             | Langue                       | Place | Points |
| ---- | ------------- | ---------------------------------------------- | --------------------------------------------------- | ---------------------------- | ----- | ------ |
| 01   | Roumanie      | Mădălina & Andrada                             | Salvați planeta!                                    | Roumain                      | 9     | 58     |
| 02   | Arménie       | Monica                                         | Im Ergi Hnchyune (Իմ Երգի Հնչյունե)                 | Arménien                     | 8     | 59     |
| 03   | Biélorussie T | Dasha Nadina, Alina Molosh et Karyna Zhukovich | Sertse Belarusi (Сердце Беларуси)                   | Russe (chœurs en biélorusse) | 6     | 86     |
| 04   | Russie        | Mihail Puntov                                  | Spit angel (Спит ангел)                             | Russe                        | 7     | 73     |
| 05   | Grèce         | Niki Giannouchu                                | Kapia Níhta (Καποια νύχτα)                          | Grec                         | 14    | 19     |
| 06   | Géorgie       | Bzikebi                                        | Bzz...                                              | Imaginaire                   | 1     | 154    |
| 07   | Belgique      | Oliver                                         | Shut Up                                             | Néerlandais                  | 11    | 45     |
| 08   | Bulgarie      | Krastyana Krasteva                             | Edna Mechta (Една мечта)                            | Bulgare                      | 15    | 15     |
| 09   | Serbie        | Maja Mazić                                     | Uvek kad u nebo pogledam (Увек кaд у небо погледaм) | Serbe                        | 12    | 37     |
| 10   | Malte         | Daniel Testa                                   | Junior Swing                                        | Anglais                      | 4     | 100    |
| 11   | Pays-Bas      | Marissa                                        | 1 Dag                                               | Néerlandais                  | 13    | 27     |
| 12   | Ukraine       | Viktoriya Petryk                               | Matrosy (Матроси)                                   | Ukrainien                    | 2     | 135    |
| 13   | Lituanie      | Eglė Jurgaitytė                                | Laiminga diena                                      | Lituanien                    | 3     | 103    |
| 14   | Macédoine     | Bobi Andonov                                   | Prati Mi SMS (Прати ми СМС)                         | Macédonien                   | 5     | 93     |
| 15   | Chypre H      | Elena Mannouri & Charis Savva                  | Gioupi Gia! (Γιούπι για!)                           | Grec                         | 10    | 46     |